# Itacuphocera carrerai
Itacuphocera carrerai là một loài ruồi trong họ Tachinidae.